# Kekec (film)
Ta članek govori o Galetovem filmu iz leta 1951. Za lik glej Kekec.
Kekec je črno-beli slovenski mladinski film iz leta 1951, ki ga je režiral Jože Gale. Producent je bil Dušan Povh, film pa narejen pri Triglav Film in distribuiran pri Vesna film, Viba film ter SFC. 
Zgodba se dogaja v času, ko po gorah straši priseljenec iz tujih krajev Bedanec. Pogumni in vedno navihani Kekec reši njegove žrtve in ga prisili, da za vedno zapusti naše kraje.
Posnet je bil po planinski pripovedki Kekec nad samotnim breznom, zadnji izmed treh Vandotovih pripovedk o Kekcu, ki je leta 1924 izšla pri mladinskem listu Zvonček. 
To je prvi film iz Galetove filmske trilogije oziroma filmske franšize o Kekcu, sledila pa sta še dva njegova filma: Srečno, Kekec! (1963) in Kekčeve ukane (1968).
Na avdicijo za ta film se je prijavilo več kot tisoč otrok, ki jih je selekcioniral Ernest Adamič. V eni izmed stranskih vlog je zaigral tudi Lado Leskovar. 
Film je bil predvajan tudi v tujini; Madžarska (1956), Zahodna Nemčija (1956), Kitajska (1957), Vzhodna Nemčija (1967), Argentina ...
18. decembra 1951 je doživel svetovno premiero na festivalu v tujini, tri dni kasneje pa še doma v ljubljanskem kinu Union.
Film si je v kinematografih premierno ogledalo 62.855 gledalcev, kar je manj kot drugi del, skupaj pa čez 800.000.

## Zgodba
V alpski dolini leži idilična, skoraj pravljična vasica. Visoko v gorah eden nasproti drugega živita dva moža. Dober mož ostareli zeliščar Kosobrin (Frane Milčinski), na drugi strani pa hudobnež po imenu Bedanec (France Presetnik), ki je lovec. Bedanec ugrabi deklo Mojco (Zdenka Logar), ki nekega dne sreča Kosobrina in mu zaupa, kako težko je njeno življenje. Čeprav se Kosobrin  boji Bedančevega maščevanja, starec vzame Mojco s seboj. Na žalost ga Bedanec ujame in priveže na drevo, Kosobrina pa osvobodi neustrašni in pogumni Kekec (Matija Barl). Bedanec ujame tudi Kekca, vendar mu obljubi, da ga bo spustil, če mu pomaga poiskati nesrečno Mojco. Kekec se temu upre. Kekca začne po gorah iskati njegov oče (Lojze Potokar), sicer pastir. Ko najde njegovo sulico, domneva, da ga je napadel orel. Bedanec še enkrat zgrabi Kosobrina. Od strahu ta izgubi zavest, medtem pa Bedanec zbeži stran, saj je prepričan, da je ubil starca. Nenadoma se pojavi Kekec in prisloni nezavestnega Kosobrina k skali. Bedanec se medtem potika naokrog in išče sled, ki vodi do Kosobrinove koče. Sčasoma jo najde in se poda za sledjo... A prebrisani Kekec je v temi Bedancu nastavil sovo, katerih se le-ta zelo boji. Od strahu steče stran in se spotakne v past ter obvisi v zraku. 
Ko Kekcu obljubi, da bo odšel iz teh krajev in da se ne bo več nikoli vrnil, ga Kekec reši. Zato Bedanec zažge svojo kočo in odide iz te dežele. Kekec se vrne v svojo vasico, kjer je v očeh ljudi pravi junak.

## Filmska ekipa

### Produkcija
- Dušan Povh – producent
- Jože Gale – režiser, koscenarist

- Frane Milčinski "Ježek" – koscenarist, pisec pesmi
- Ivan Marinček – direktor fotografije, montažer
- Lado Vilar – vodja snemanja
- Marjan Sedej – asistent snemalec, kamera operater
- Žaro Tušar – asistent snemalec, kamera operater
- Ernest Adamič – asistent režije, skavt
- Neda Malova – tajnica režiserja
- Lojze Goršič – pomočnik producenta
- Tone Mlakar – scenograf
- Miro Lipužič – gradnje
- arh. Ivo Špinčič – gradnje
- Janko Spreitzer – rekviziter
- Ive Šubic – kostumograf, slikar
- Berta Tekavec – maskerka
- prof. Mirko Mahnič – lektor

### Igralci
- Matija Barl – Kekec
- Frane Milčinski "Ježek" – Kosobrin
- France Presetnik – Bedanec
- Zdenka Logar – Mojca
- Modest Sancin – Mišnjek
- Lojze Potokar – oče
- Vida Levstik – mati
- Alenka Lobnikar – Tinka
- Jože Mlakar – Rožle
- Drago Zupan – nočni čuvaj
- Fran Lipah – godec
- Lado Leskovar – statist

### Glasba
- Marjan Kozina – skladatelj
- Jakov Cipci – dirigent
- Slovenski filharmonični orkester – izvajalec
- Franc Kham – asistent tonskega snemalca, oblikovalec zvoka
- Franjo Jurjec – asistent tonskega snemalca, oblikovalec zvoka
- Marjan Meglič – asistent tonskega snemalca, oblikovalec zvoka

## Filmski trak
Film je bil v izvirniku posnet na 35-milimetrski trak v takrat standardnem razmerju slike 1,375:1 oziroma 11:8, kot ga je tisti čas določila ameriška akademija za filmsko umetnost in znanost. 
Od 15. februarja 1968 je vse potrebne original negativ kolute tega filma hranila Beograjska filmska kinoteka, saj Slovenija ni imela primernega depoja za hrambo izredno občutljivih in hitro gorljivih nitratnih trakov. 
Dolgo časa so domnevali, da so posejani po Bolgariji in Romuniji, na koncu se je izkazalo da so vsi potrebni filmski koluti hranjeni v Beogradu. Po 30-letnem pregovarjanju in nerešenim nasledstvenim sporazumom od osamosvojitve Slovenije, se je original negativ, z še nekaj drugimi filmi, po več kot petdesetih letih 10. decembra 2021, končno vrnil domov, potem ko je Slovenija poravnala račun za hrambo v višini 44.000 €.

### Blu ray digitalizirana verzija
Leta 2016 je bil film digitaliziran in restavriran ter pripravljen za predvajanje v visoki ločljivosti 2K, kar je stalo približno 11.000 evrov. A zaradi določenih pomanjkljivosti in potrebnih popravkov še ni primeren za distribucijo.

## Galerija

### Filmske lokacije
| Slika | Lokacija              | Občina        | Opis                                                                      |
| ----- | --------------------- | ------------- | ------------------------------------------------------------------------- |
|       | Gozd                  | Tržič         | majhna vasica v občini Tržič                                              |
|       | Bedančev konec        | Kranjska Gora | posneli večino filma                                                      |
|       | slap Savica           | Bohinj        | snemali so tik pod slapom Savica                                          |
|       | Gozd Martuljek        | Kranjska Gora | scensko postavljena vasica s cerkvico                                     |
|       | Slemenova špica       | Kranjska Gora | posnet prizor s pesmijo: "Dobra volja je najbolja"                        |
|       | dvorana ŠD Trnovo     | Ljubljana     | posnet prizor soteske s potokom; prostora je bilo 32x12 metrov            |
|       | Cerkev svetega Jožefa | Ljubljana     | nekdanji atelje, kjer so bili posneti ostali (večina) notranjih prizorov) |

## Snemanje
Snemalo se je v letih 1950 in 1951. V scenariju so bili predvideni samo sončni dnevi in si glede na proračun niso mogli privoščiti morebitnega čakanja na lepše dni. Zato sta se Gale in scenograf Tone Mlakar odločila da se večino prizorov posname v studiu.

### Scenska vasica v Martuljku
Scenograf in arhitekt Tone Mlakar se je odločil za scensko postavitev vasi oziroma njene kulise v Gozdu Martuljek, saj so bile hiše in gospodarska poslopja v okolici Kranjske Gore, zaradi različnih arhitekurnih tipov povsem neprimerna za idilično podobo Kekčeve vasi. Te kulise so bile po Mlakarjevem natančnem proučevanju arhitekturnih značilnosti zgrajene tako dobro in tako realistično da tega v filmu nihče ni opazil, poimenovali so jo "Mlaka". 
Kuliso so takoj po snemanju podrli, ter razočarali številne male in velike oboževalce samega filma in Vandotovega pravljičnega sveta, saj so še nekaj let trumoma drli v Kranjsko Goro ter po okoliških vaseh (žal) zaman iskali »obljubljeno« Kekčevo deželo.

### Zakulisje snemanja
Obstaja tudi 7 minutni čb dokumentarni posnetek iz zakulisja snemanja (Making Of), kjer se recimo vidi ozadje kulise lažne idilične vasice v Martuljku, ali pa kako se Franc Presetnik (Bedanec) na snemanje pripelje s fičkom.

## Uspeh
Gre za daleč najbolj uspešen film o Kekcu in nasploh eden najbolj kultnih v zgodovini slovenske in jugoslovanske kinematografije. Je prvi slovenski celovečerni film, ki je prejel mednarodno nagrado. 
Film pa je šel po festivalih in kinematografih širom sveta, bojda v več kot šestdeset držav, tudi nekatere zelo eksotične in oddaljene dežele. V okviru jugoslovanskega filma so ga leta 1957 predvajali tudi na Kitajskem, pa v Argentini itd...

### Nagrada
Leta 1952 je na trinajstem beneškem mednarodnem filmskem festivalu, kot prvi slovenski film sploh, prejel mednarodno filmsko nagrado in sicer Zlati lev, v kategoriji mladinskih filmov od 11 do 14 let starosti.

## Glasba
Glasbo za film in hkrati naslovno pesem je napisal slovenski skladatelj Marjan Kozina, ki ji je ob spremljavi orkestra Slovenske filharmonije dirigiral Jakov Cipci. 
Besedilo naslovne pesmi "Kaj mi poje ptičica (dobra volja je najbolja)" je napisal Frane Milčinski "Ježek", glas ji je posodil Tomaž Tozon, oče Jerneja Tozona (skupina Čuki).

## Proračun
Film je stal približno 4.000.000 takratnih dinarjev (80.000 US$), kar je enakovredno današnjim 702.460 € (glede na povprečno inflacijo v letu 2021), v primerjavi z letom 1951, ko je bil ameriški dolar vreden 50 jugoslovanskih dinarjev.

## Zanimivosti
Bedanec (France Presetnik) je na snemanju Kekca zaradi tega, da bi bil bolj strašen, nosil čevlje s 10 cm podplatom
Pri izbiri igralcev so obiskali več sto šol, izbrali 1000 učencev, tiste najboljše pa posneli na filmski trak. Posneto je bilo več 100 metrov traku
Po besedah Barla se je Jožetu Mlakarju, ki je igral Rožleta, ta lik tako zameril, da ni hotel več imeti nobene povezave s filmom, saj so ga vsi dojemali kot tepčka.